# 張承廕
張 承廕（ちょう しょういん、生年不詳 - 1618年）は、明代の軍人。本貫は楡林衛。

## 生涯
張臣の子として生まれた。父の蔭官から功績を重ねて延綏副総兵に上った。勇敢にして計略に長け、騎射に精妙で、たびたび戦って敗れたことがなかった。1609年（万暦37年）、王威に代わって延綏総兵官となった。このころオルドス部の沙計と猛克什力がたびたび北辺を侵犯しており、この年の冬にも波羅堡・神木堡に進攻してきた。承廕はこれを迎撃して、80人あまりを追い斬った。沙計は修貢を望んだが、明の守臣たちはかれの叛服常ない態度を憎んで、これを拒んだ。沙計は数千騎で双山堡を攻撃した。承廕はこれを撃退し、120人あまりを捕斬した。
1612年（万暦40年）、沙計が再び塞内に侵入した。承廕は響水堡で遮って撃退し、170人あまりを斬首した。この功績により都督同知の代行に進み、楡林衛副千戸の位の世襲を認められた。同年、遼東総兵官の麻貴が罷免されると、承廕が代わって遼東総兵官に任じられた。守将の祖天寿が猟に出ているあいだに蟒金諸部によって曹荘が包囲され、将士の死者230人を出し、600人あまりがさらわれた。祖天寿は数騎で逃げ帰った。そのことが奏聞されると、祖天寿は死刑を論告された。承廕は任についたばかりであったため、処断を免れた。敖克らが中後所を攻撃してきたため、承廕がこれをはばんでその2長を斬ると、残党は塞外へと敗走していった。このころチャハルのリンダン・ハーンや炒花・煖兎・宰賽らが遼東の国境を圧迫し、侵犯しない年はない状況にあった。
承廕が着任する前、リンダン・ハーンが3万騎を率いて穆家堡を攻めようとやってくると、参将の郎名忠らがさえぎってその40騎あまりを斬った。リンダン・ハーンが態勢を立てなおして再び進攻してくると、守将の梁汝貴がその陣営を襲撃して破った。ナイマン諸部が中後所や連山駅を相次いで攻撃してくると、副総兵の李継功らが奮戦して、その首魁を斃して撃退した。これによりリンダン・ハーンに服属する貴英哈など三十数部は明への奉献を約束して、遼西はしばらくの安定をみた。承廕はまもなく病のため官を去った。1年あまりして、薊鎮の守備に起用された。着任しないうちに、再び遼東総兵官に転じた。
1618年（万暦46年）4月、後金のヌルハチが起兵して、撫順を攻め落とすと、明の遼東巡撫の李維翰は承廕を援軍に赴かせた。承廕は副将の頗廷相・参将の蒲世芳・游撃の梁汝貴らを率いて進発し、撫順に宿営した。承廕は山険に拠って、軍を三つに分け、陣営を立てて濠を浚渫し、火器を並べて布陣した。交戦をはじめると、後金軍に圧倒され、明軍の戦線は崩壊した。承廕と蒲世芳は戦死した。頗廷相・梁汝貴はひとたび包囲を脱出したが、主将を見失い、再び戦闘に陥って死んだ。明軍の将士の死者は1万人に達し、生還した者は10人のうちひとりふたりといった惨状で、明の朝野を震撼させた。撫安・三岔児・白家沖の3堡が相次いで失陥し、万暦帝の勅命により李維翰は逮捕された。承廕は少保・左都督の位を追贈され、精忠祠を立てられた。

## 子女
- 張応昌
- 張全昌
- 張徳昌（崇禎初年に清水営守備となった。1630年夏、王嘉胤の乱の掃討中に負傷し、敗戦の罪に問われて官位を剥奪された。長らくを経て保定参将として復帰し、農民反乱軍の仁義王を連破した。1641年春、総督の楊文岳により5000人を率いて開封を救援するよう命じられたが、進軍しようとしなかった。その冬に保定副総兵に抜擢され、楊文岳に従ってたびたび功績を挙げた。1643年に死去した。特進栄禄大夫・左都督の位を追贈された）